# Kaiser Franz Joseph-Orientbahn
A k.k. priv. Kaiser Franz Joseph-Orientbahn (KFJOB) (magyarul: csász. kir. szab. Ferenc József császár Keleti vasút) egy rövid életű magánvasút-társaság volt az Osztrák–Magyar Monarchiában.
1865 október 8-án koncessziót kapott egy csoport magyar nagybefektető.
A KFJOB-nak az alábbi vonalakból kellett állni:
- Bécs – Sopron – Nagykanizsa – Eszék
- Újszőny (ma Komárom része) – Székesfehérvár – Eszék, egy lehetséges szárnyvonallal Pécs felé
- Buda  – Nagykanizsa – Poljčane(csatlakozás a Déli Vasúthoz)
- Eszék – Zimony

A társaság igazgatójának Carl Etzelt nevezték ki.
Az építés 1857 végén kezdődött meg Potonyban.
1858 november 10-én a KFJOB egyesült a Déli Vasúttal, megállapodva, hogy az alábbi vonalak csak később készülnek el:
- Maribor (ill. Pragerhof) – Buda,
- Nagykanizsa – Székesfehérvár – Új-Szőny és
- Sopron – Nagykanizsa

## Fordítás
- Ez a szócikk részben vagy egészben  a   Kaiser Franz Joseph-Orientbahn című német Wikipédia-szócikk fordításán alapul.  Az eredeti cikk szerkesztőit annak laptörténete sorolja fel. Ez a jelzés csupán a megfogalmazás eredetét és a szerzői jogokat jelzi, nem szolgál a cikkben szereplő információk forrásmegjelöléseként.-Az eredeti szócikk forrásai szintén ott találhatóak.